# Romance Ranch
Romance Ranch è un film muto del 1924 diretto da Howard M. Mitchell.

## Trama
Carlos Brent viene a sapere dal nonno di essere il legittimo erede di un ranch che appartiene alla famiglia Hendley; una lettera gli fornisce la prova definitiva ma lui non ha il coraggio di sfrattarli perché è innamorato di Carmen, la loro figlia, risolverà quindi il problema portandosi via la ragazza e sposandosela.

## Produzione
Il film fu prodotto dalla Fox Film Corporation con il titolo di lavorazione Colorrau.

## Distribuzione
Distribuito dalla Fox Film Corporation e presentato da William Fox, il film uscì nelle sale cinematografiche USA il 29 luglio 1924.